# Туле (культура)

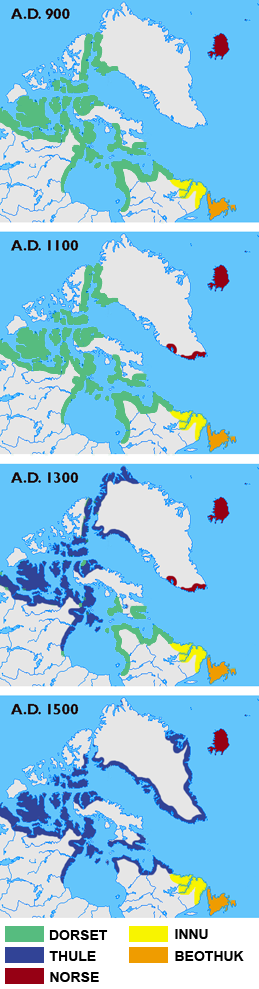
Культури Гренландії й північної Канади у 900—1500 роках н. е.

Туле (англ. Thule) — ескімоська культура, що існувала між 900 й 1700 роками н. е. на обох берегах Берингової протоки, арктичному узбережжі й на островах Канади й з ХІ століття у Гренландії. Культура отримала назву від селища Туле (тепер Каанаак) у Гренландії.

## Історія

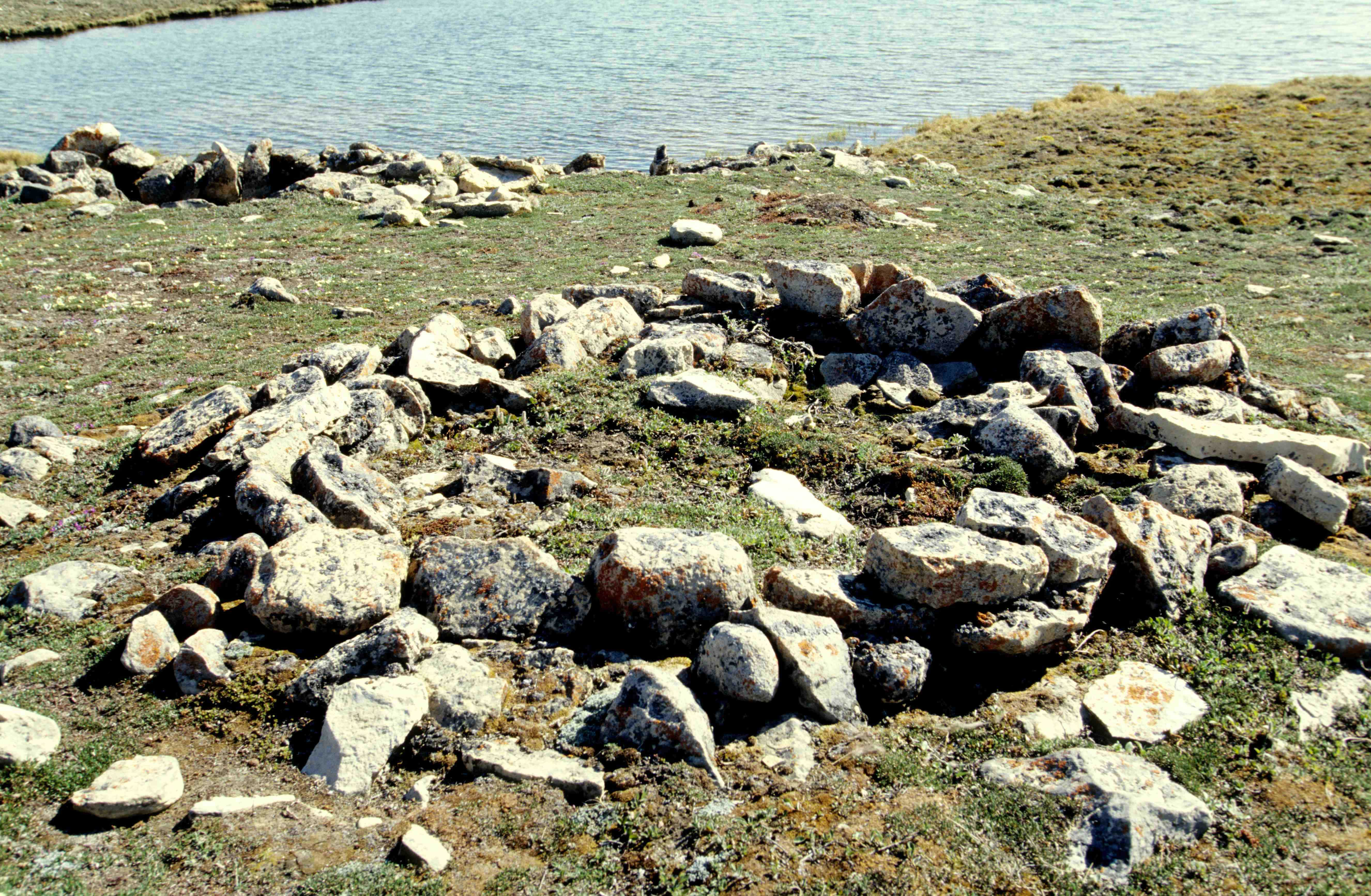
Залишки житла культури туле біля села Кеймбридж-Бей. Подібні залишки знайдено в багатьох місцях північної Канади.

По мірі просування на схід представники культури туле змінили дорсетську культуру, що займала північний схід Канади й північний захід Гренландії. Після 1600 року культура туле занепала внаслідок зміни клімату під час так званого Малого льодовикового періоду й через більш активний контакт з європейцями, які принесли до них різні хвороби. Представники культури туле були прямими предками сучасних ескімосів.

## Культура
Племена туле полювали на кита, тюленя, моржа й наземних тварин. Для інвентаря характерні пласкі кістяні наконечники поворотних гарпунів, китові гарпуни, лінійний орнамент. У центральній частині американської Арктики для культури туле характерні округлі житла з кітових кісток і каміння, використання собачої запряжки, кам'яні лампи, сніжні ножи, фігурки людей, тварин, водоплавних птахів. У районі Берингової затоки для культури туле характерні доми з плавців, зброя, грузила.